# British Home Championship 1981/82
Die British Home Championship 1981/82 war die 87. Auflage des im Round-Robin-System ausgetragenen Fußballwettbewerbs zwischen den vier britischen Nationalmannschaften von England, Nordirland (bis 1949/50 Irland), Schottland und Wales.
| Pl. | Nationalmannschaft | Sp. | S | U | N | Tore    | Punkte |
| --- | ------------------ | --- | - | - | - | ------- | ------ |
| 1.  | England            | 3   | 3 | 0 | 0 | 006:000 | 06:0   |
| 2.  | Schottland         | 3   | 1 | 1 | 1 | 002:200 | 03:30  |
| 3.  | Wales              | 3   | 1 | 0 | 2 | 003:200 | 02:40  |
| 4.  | Nordirland         | 3   | 0 | 1 | 2 | 001:800 | 01:50  |

|                                              |   |            |           |
| 23. Februar 1982 in London (Wembley Stadium) |   |            |           |
| England                                      | – | Nordirland | 4:0 (1:0) |
| 27. April 1982 in Cardiff (Ninian Park)      |   |            |           |
| Wales                                        | – | England    | 0:1 (0:0) |
| 28. April 1982 in Belfast, Windsor Park)     |   |            |           |
| Nordirland                                   | – | Schottland | 1:1 (0:1) |
| 24. Mai 1982 in Glasgow (Hampden Park)       |   |            |           |
| Schottland                                   | – | Wales      | 1:0 (1:0) |
| 27. Mai 1982 in Wrexham (Racecourse Ground)  |   |            |           |
| Wales                                        | – | Nordirland | 3:0 (1:0) |
| 29. Mai 1982 in Glasgow (Hampden Park)       |   |            |           |
| Schottland                                   | – | England    | 0:1 (0:1) |